# Morondava (Fluss)
Der Morondava ist ein Fluss in Madagaskar.

## Verlauf
Der Fluss hat, genau wie seine Nebenflüsse, seinen Ursprung im Makay-Massiv. Er fließt in westnordwestliche Richtung. Der Morondava mündet bei Morondava in die Straße von Mosambik.

## Hydrometrie
Die Durchflussmenge des Morondava wurde an der hydrologischen Station Dabara bei etwa zwei Drittel des Einzugsgebietes, über die Jahre 1951 bis 1984 gemittelt, gemessen (in m³/s).